# Escola de Manchester
A Escola de Manchester (também chamado de Capitalismo de Manchester, Liberalismo de Manchester e Manchesterismo) compreende um movimento político, econômico e social do século XIX originado em Manchester, Inglaterra. Liderada por Richard Cobden e John Bright, ganhou uma ampla audiência por seu argumento de que o livre comércio levaria a uma sociedade mais equitativa, disponibilizando produtos essenciais para todos. Sua atividade mais famosa foi a Anti-Corn Law League - Liga contra as Corn Laws ("Leis de Cereais)", que pedia a revogação de tais leis, cujo efeito era manter os preços dos alimentos altos. A Escola de Manchester defendia as implicações sociais e econômicas do livre-comércio e do capitalismo laissez-faire. Ela utilizou as teorias do liberalismo econômico defendidas por economistas clássicos como Adam Smith e fez delas a base da política do governo. Também promoveu pacifismo, anti-escravidão, liberdade de imprensa e separação entre igreja e estado.

## Contexto de Manchester
Manchester era o centro da indústria têxtil mundial e possuía uma grande população de operários prejudicados pelas leis de cereais (Corn Laws), política protecionista que impunha tarifas sobre o trigo importado, resultando no aumento do preço dos alimentos. As Corn Laws foram apoiadas pela aristocracia proprietária de terras, porque reduziam a concorrência estrangeira e permitiam aos proprietários de terras manter altos os preços dos grãos. Isso aumentou os lucros da agricultura à medida que a população se expandia. No entanto, a operação das Corn Laws significava que os operários das fábricas têxteis do norte da Inglaterra enfrentavam aumento de preços dos alimentos. Por sua vez, os proprietários de usinas tiveram que pagar salários mais altos, o que significava que o preço dos produtos acabados era mais alto e a competitividade de seus produtos no comércio exterior era reduzida.

## Liga contra as Leis de Cereais
|                                     |             |  |
| \| Richard Cobden \| John Bright \| |             |  |
| Richard Cobden                      | John Bright |  |

O mercantilismo defende que a prosperidade de um país depende de grandes exportações e de limites a importações de bens para atingir uma balança comercial favorável. No início do século XIX, o comércio na Grã-Bretanha ainda estava sujeito a cotas de importação, preços máximos (price ceillings) e outras intervenções estatais. Isso levou à escassez de certos produtos nos mercados britânicos, em especial os cereais, como o milho.
Em 1839, Manchester se tornou a sede da Liga contra as Leis de Cereais. A Liga fez campanha contra as Corn Laws, defendendo que a revogação delas reduziria os preços dos alimentos e aumentaria a competitividade dos bens manufaturados no exterior. O liberalismo de Manchester cresceu a partir desse movimento, tendo os escritos de Adam Smith, David Hume e Jean-Baptiste Say como sua base teórica.
Os principais nomes da Escola de Manchester foram Richard Cobden e John Bright. Além de defensores do livre comércio,  eles eram opositores radicais da guerra e do imperialismo e proponentes de relações pacíficas entre os povos. O movimento por uma Little Englander  ("Pequena Inglaterra") propunha o desmantelamento do sistema imperialista britânico. O manchesterismo tinha a crença em relações livres e consensuais entre indivíduos e grupos em todos os níveis.

## Terminologia
Em março de 1848, o conservador Benjamin Disraeli usou pela primeira vez o termo "a Escola de Manchester".  Segundo o historiador Ralph Raico e como indicado pelo liberal alemão Julius Faucher em 1870, o termo "manchesterismo" foi inventado por Ferdinand Lassalle (o fundador do socialismo alemão) como um insulto.
A Escola de Manchester também foi atacada no início do século XX pelos proponentes do Neoliberalismo alemão (posteriormente chamados de ordoliberais). Segundo eles, o manchesterismo era uma espécie de paleoliberalismo e sua adoção levava a concentração de poder econômico nas mãos de monopólios. 